# Ueki Emori
Ueki Emori (植木 枝盛, 14 de febrero de 1857 – 23 de enero de 1892) fue un demócrata revolucionario japonés activo en el Movimiento por la Libertad y los Derechos del Pueblo y uno de los fundadores del Risshi-sha [ja], que era un partido político y se unió a la Liga para el Establecimiento de una Asamblea Nacional.
Ueki era hijo de un samurái de rango medio de Tosa. Inspirado por Itagaki Taisuke, se involucró en el Jiyūtō. En 1875, fue encarcelado bajo la Ley de Periódicos [ja] por escribir un artículo crítico del gobierno. Tras su liberación, escribió un artículo "Vale la pena comprar la libertad con la propia sangre". En 1881 escribió Un borrador privado de la Constitución japonesa, que preveía el derrocamiento del gobierno opresivo.
En 1882 Ueki visitó Fukushima en agosto y septiembre por invitación de la rama Fukushima Jiyūtō para ayudar a establecer el periódico local del partido Fukushima Jiyū Shimbun, antes de regresar a Tokio para reemplazar a Baba Tatsui en el periódico central del partido Jiyū Shimbun [ja].